# Anita Terpstra
Anita Terpstra (1974, Hallum) is een Nederlands schrijfster en recensent voor de Leeuwarder Courant. Voor haar boek Nachtvlucht werd ze genomineerd voor de Schaduwprijs voor beste thrillerdebuut. Voor haar boek Samen werd ze genomineerd voor de Gouden Strop. Ze geeft ook lezingen.

## Biografie
Terpstra studeerde journalistiek in Zwolle. Na haar studie journalistiek verhuisde ze naar Amsterdam, maar de stad was te overweldigend voor haar. Ze verhuisde opnieuw, naar Groningen, en volgde een studie kunstgeschiedenis. In deze periode werkte ze ook als freelancer voor de Viva. Ze ontmoette haar partner en ging samenwonen in Leeuwarden. In 2007 deed ze onder het pseudoniem "Rosa Steen" mee aan de Trouw-Thrillerwedstrijd en won de derde prijs. Ze volgde een masterclass schrijven bij Paul Sebes die haar in contact bracht met Cargo, onderdeel van De Bezige Bij.

## Bestseller 60
| Boeken met noteringen in de Nederlandse Bestseller 60 | Jaar van verschijnen | Datum van binnenkomst | Hoogste positie | Aantal weken | Opmerkingen |
| ----------------------------------------------------- | -------------------- | --------------------- | --------------- | ------------ | ----------- |
| Het huis vol                                          | 2018                 | 07-02-2018            | 44              | 2            |             |
| Al mijn moeders                                       | 2022                 | 16-03-2022            | 28              | 5            |             |

- Gemeinsame Normdatei: 1111665737
- International Standard Name Identifier: 0000 0003 6870 0372
- Nationale Bibliotheek van Israël: 987007395660205171
- Nederlandse Thesaurus van Auteursnamen: 322464471
- Système universitaire de documentation: 194488918
- Virtual International Authority File: 285679473